# تفجير محطة قطار نهاريا
تفجير محطة قطار نهاريا هو تفجير نفذته حركة المقاومة الإسلامية (حماس) في 9 سبتمبر 2001 في محطة القطار في نهاريا، داخل إسرائيل. مما أدى لمقتل 3 مستوطنين إسرائيليين، وإصابة 94 بجروح. يعد التفجير الأول الذي يقوم به رجل من عرب 48.

## وصلات خارجية
- إسرائيل تُهاجَم من الداخل؛ التفجير الأول الذي يقوم به مواطن عربي نسخة محفوظة 6 نوفمبر 2012 على موقع واي باك مشين. - نشرت في واشنطن بوست يوم 10 سبتمبر 2001